# 史古特
史古特（英語：Scooter，1986年3月26日－2016年4月8日）是居住於美國德克薩斯州曼斯菲的一隻暹羅貓，2016年獲選金氏世界紀錄「世界現存最老貓」，時年30歲的牠相當於人類的136歲。
飼主佛洛伊德太太表示，史古特的長壽秘訣是保持活力，牠「喜歡新事物，是一只神奇的貓，生存意志很强」，因此他們時常帶史古特去美國各處旅行，史古特已經踏遍美國的45個州。2014年10月，史古特摔斷了腿，之後便一直在接受治療。
史古特在2016年入選金氏世界紀錄不久後逝世。